# 吉川永一
吉川 永一（よしかわ ながいち、1977年 - ）は、日本の実業家。三和交通 (神奈川県)社長。

## 略歴・人物
- 神奈川県横浜市出身。
- 卒業大学：神奈川大学経営学部

## 職歴
- 1977年（昭和52年）生まれ
- 神奈川大学経営学部卒業
- 芸術を志しニューヨークフィルムアカデミー卒業
- フリーで音楽プロモーションビデオ等のデザイン業従事
- 2003年（平成15年）三和交通（神奈川県）入社
- 2007年（平成19年）4月三和交通代表取締役就任　三和物産社長就任兼務

## エピソード
- タクシー業界において斬新なアイデアの新サービスを導入することで知られている。顧客の要望でゆっくり走るボタンのついた「タートルタクシー」、ペットを連れて乗れる「ペットタクシー」等。タートルタクシーは「2014年度グッドデザイン賞&グッドデザイン・ベスト100」を受賞[1]
- 「労働力不足が懸念される中、いかにいい人材を確保できるかが課題だ。乗客に少しでも笑顔になってもらえるような、良質なサービスの提供を通じて『未来をつくる』ことに注力したい」[2]